# Lipicze (Łódź)
Pour les articles homonymes, voir Lipicze.
Lipicze est une localité polonaise de la gmina de Klonowa, située dans le powiat de Sieradz en voïvodie de Łódź.